# Piper araneatum
Piper araneatum är en pepparväxtart som beskrevs av William Trelease. Piper araneatum ingår i släktet Piper och familjen pepparväxter. Inga underarter finns listade i Catalogue of Life.